# For Me and My Gal
For Me and My Gal is een film uit 1942 onder regie van Busby Berkeley.

## Verhaal
Jo treedt op in kleine theaters en ontmoet een arrogante acteur die ondanks zijn irritante trekjes haar man wordt. Ze willen samen in een groot theater optreden.

## Rolverdeling
| Acteur         | Personage        |
| -------------- | ---------------- |
| Judy Garland   | Jo Hayden        |
| George Murphy  | Jimmy K. Metcalf |
| Gene Kelly     | Harry Palmer     |
| Mártha Eggerth | Eve Minnard      |
| Ben Blue       | Sid Simms        |